# 松原みき ベストセレクション
『松原みき ベストセレクション』（まつばらみき ベストセレクション）はキャニオン・レコード2枚目の松原みきベストアルバム
。1985年6月5日にCDがリリースされた。

## 収録曲
1. 真夜中のドア Stay With Me
  - 作詞：三浦徳子／作曲：林哲司／編曲：林哲司
2. ニートな午後3時
  - 作詞：三浦徳子／作曲：小田裕一郎／編曲：大村雅朗
3. 倖せにボンソワール
  - 作詞：三浦徳子／作曲：小杉保夫／編曲：飛澤宏元
4. Jazzy Night
  - 作詞：三浦徳子／作曲：林哲司／編曲：林哲司
5. SEE-SAW LOVE
  - 作詞：小泉長一郎／作曲：佐藤健／編曲：Dr.Strut
6. 予言
  - 作詞：パンタ／作曲：浜田金吾／編曲：後藤次利
7. Paradise Beach（ソフィーのテーマ）
  - 作詞：松本隆／作曲：細野晴臣／編曲：細野晴臣
8. 微熱が平熱
  - 作詞：竜真知子／作曲：岡本一生／編曲：Dr.Strut
9. 愛はエネルギー
  - 作詞：三浦徳子／作曲：林哲司／編曲：林哲司
10. Sweet サレンダー
  - 作詞：田口俊／作曲：山川恵津子／編曲：鷺巣詩郎
11. Knock, Knock, My Heart
  - 作詞：梅本洋一／作曲：森園勝敏／編曲：森園勝敏
12. LOVE LETTERS
  - 作詞：Edward Heyman／作曲：Victor Young／編曲：前田憲男
13. WHEN YOU WISH UPON A STAR
  - 作詞：Ned Washington／作曲：Leigh Harlire／編曲：前田憲男

※ 内部リンクのない項目は英語版Wikipediaへ言語間リンク

## 関連シングル・アルバム
1. 真夜中のドア～Stay With Me EP W-17 SEE・SAW 1979.11.5 キャニオン・レコード（廃盤）
2. ニートな午後3時 EP 7A0049 SEE・SAW 1981.2.5 キャニオン・レコード （廃盤）
3. 倖せにボンソワール EP 7A0088 SEE・SAW 1981.7.5 キャニオン・レコード （廃盤）
4. Jazzy Night EP 7A0141 SEE・SAW 1981.12.5 キャニオン・レコード （廃盤）
5. 倖せにボンソワール EP 7A0088 SEE・SAW 1981.7.5 キャニオン・レコード （廃盤）
6. SEE-SAW LOVE EP 7A0157 SEE・SAW 1982.2.5 キャニオン・レコード （廃盤）
7. 予言 EP 7A0218 SEE.SAW 1982.9.21 キャニオン・レコード （廃盤）
8. Paradise Beach（ソフィーのテーマ） EP 7A0272 SEE・SAW 1983.4. キャニオン・レコード（廃盤）
9. Myself LP C28A0209 SEE・SAW 1982.3.21 キャニオン・レコード ほか CASSETTE （廃盤）
10. 愛はエネルギー EP W-18 SEE.SAW 1979.12.5 キャニオン・レコード （廃盤）
11. Sweet サレンダー EP 7A0315 SEE.SAW 1983.9 キャニオン・レコード （廃盤）
12. Knock, Knock, My Heart EP 7A0382 SEE・SAW 1984.5.21 キャニオン・レコード （廃盤）
13. BLUE EYES LP C28A0373 SEE・SAW 1984.10.21 キャニオン・レコード ほか CASSETTE （廃盤）